# Erzsébet Szőnyi

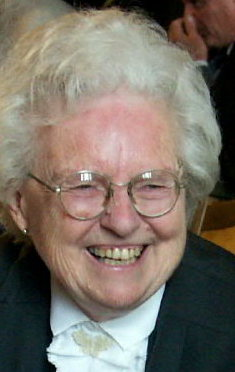
Erzsébet Szőnyi (2004)

Erzsébet Szőnyi (geboren 25. April 1924 in Budapest; gestorben 28. Dezember 2019 ebenda) war eine ungarische Musikpädagogin und Komponistin. Sie trug wesentlich zur Verbreitung der Kodály-Methode bei.

## Leben
Szőnyi studierte von 1942 bis 1947 an der Franz-Liszt-Musikakademie in Budapest unter anderem bei János Viski (Komposition), Ernő Szegedi (Klavier), János Ferencsik (Chormusik) sowie bei Lajos Bárdos, Zoltán Vásárhelyi, Zoltán Kodály, Bence Szabolcsi und Leó Weiner. Anschließend studierte sie am Conservatoire national supérieur de musique in Paris und traf dort auf Tony Aubin, Nadia Boulanger und Olivier Messiaen.
In Budapest war sie von 1948 bis 1981 Hochschullehrerin und leitete in den 1960er Jahren die Abteilung für die Lehrerausbildung. In dieser Zeit schrieb sie ihre „Methoden des Musiklesens und Musikschreibens“. Diese Arbeit war grundlegend für die Verbreitung der Kodály-Methode. Dies bewirkte sie auch als Organisatorin der Konferenz der „International Society for Music Education“ ISME im Jahr 1964 in Budapest, in deren Beirat und Vorstand sie zwischen 1964 und 1974 regelmäßig gewählt wurde.
Szőnyi komponierte eine große Zahl von Werken und brachte diese zur Aufführung. Sie schrieb vorwiegend Vokalwerke sowie neun Opern, vier Musicals, fünf Oratorien und auch drei Ballettmusiken.
Für ihre kompositorische Tätigkeit erhielt sie 1947 den Liszt-Preis, 1959 den Erkel-Preis (Erkel Ferenc-díj), 1995 und 2004 den Bartók-Pásztory-Preis (Bartók Béla-Pásztory Ditta-díj) und 2001 den Kodály-Preis. Szőnyi war Ehrendoktor der Duquesne University in Pittsburgh. Seit 1992 war sie Mitglied der Széchenyi-Akademie der Künste (Széchenyi Irodalmi és Művészeti Akadémia).

## Schriften
- A zenei írás-olvasás módszertana. I-IV. Zeneműkiadó, Budapest 1954, ISBN 963330427X.
- Der Solfège-Unterricht in der Musikerziehung. In: Sándor Frigyes (Hrsg.): Musikerziehung in Ungarn. Corvina, Budapest 1969.
- Aspekte der Kodály-Methode. Handbuch zum Erlernen und Unterricht in der ungarischen Solmisation. Aus dem Ungarischen übertragen von Stefanie Baksa-Soós. Diesterweg, Frankfurt am Main 1973, ISBN 3-425-03745-5. (Kultura, Budapest 1973, ISBN 963-13-1573-8.)
- Öt kontinensen a zene szolgálatában. Budapest 1979, ISBN 9632806514.
- Kodály Zoltán nevelési eszméi. 1987.
- Zenei nevelési irányzatok a XX. században. 1989.